# Bökelnburg

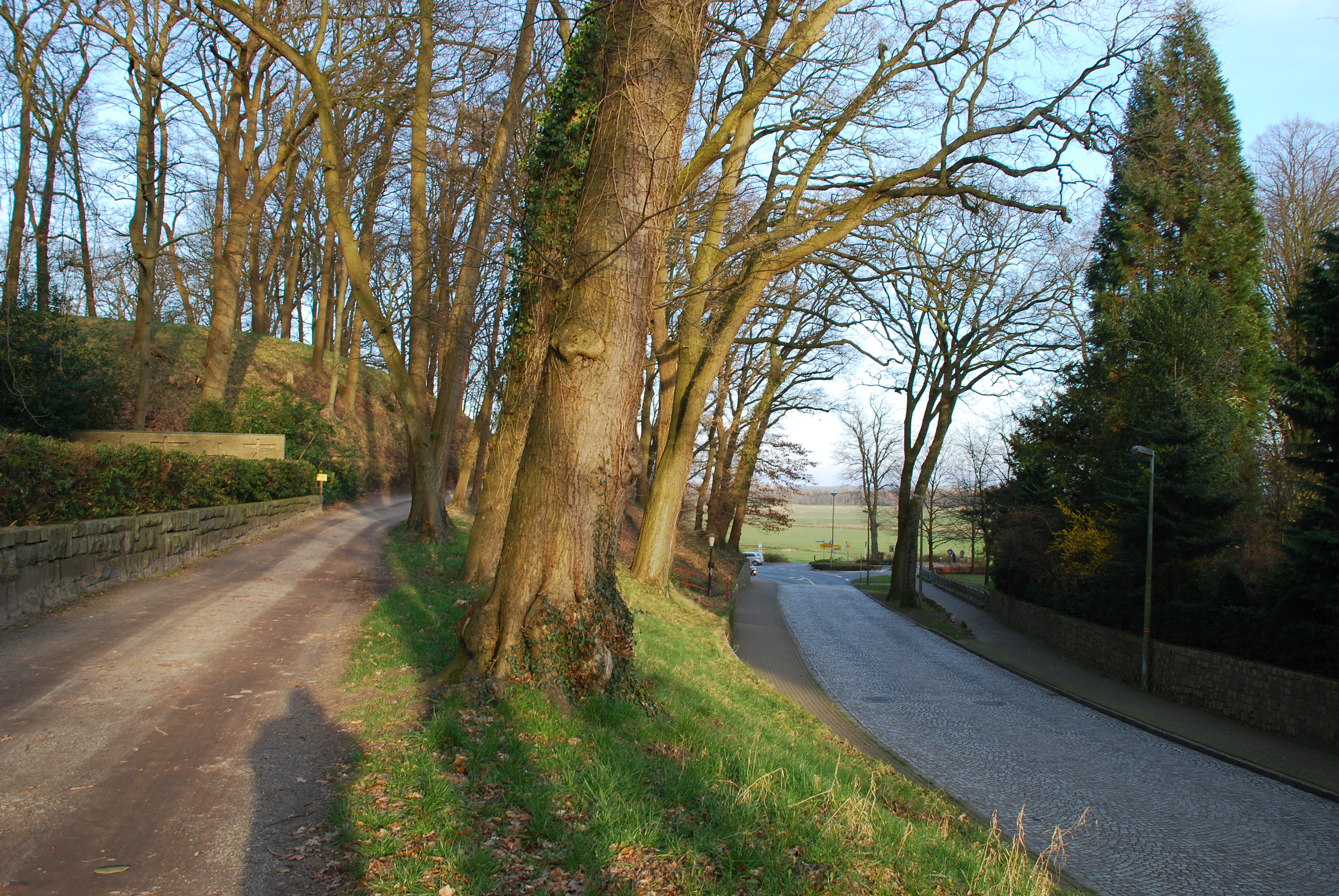
Straßenauffahrt zum Friedhof im Inneren der Bökelnburg, links der Wall

Die Bökelnburg ist eine frühmittelalterliche Ringwallanlage in Burg in Schleswig-Holstein. Der Wall, mit einem Durchmesser von 100 Metern und einer Höhe von vier bis fünf Metern, ist das größte erhaltene Exemplar im nordelbingischen Sachsengebiet. Seit 1818 befindet sich im Inneren des Ringwalls ein Friedhof und der Wall wurde mit Bäumen bepflanzt.

## Beschreibung

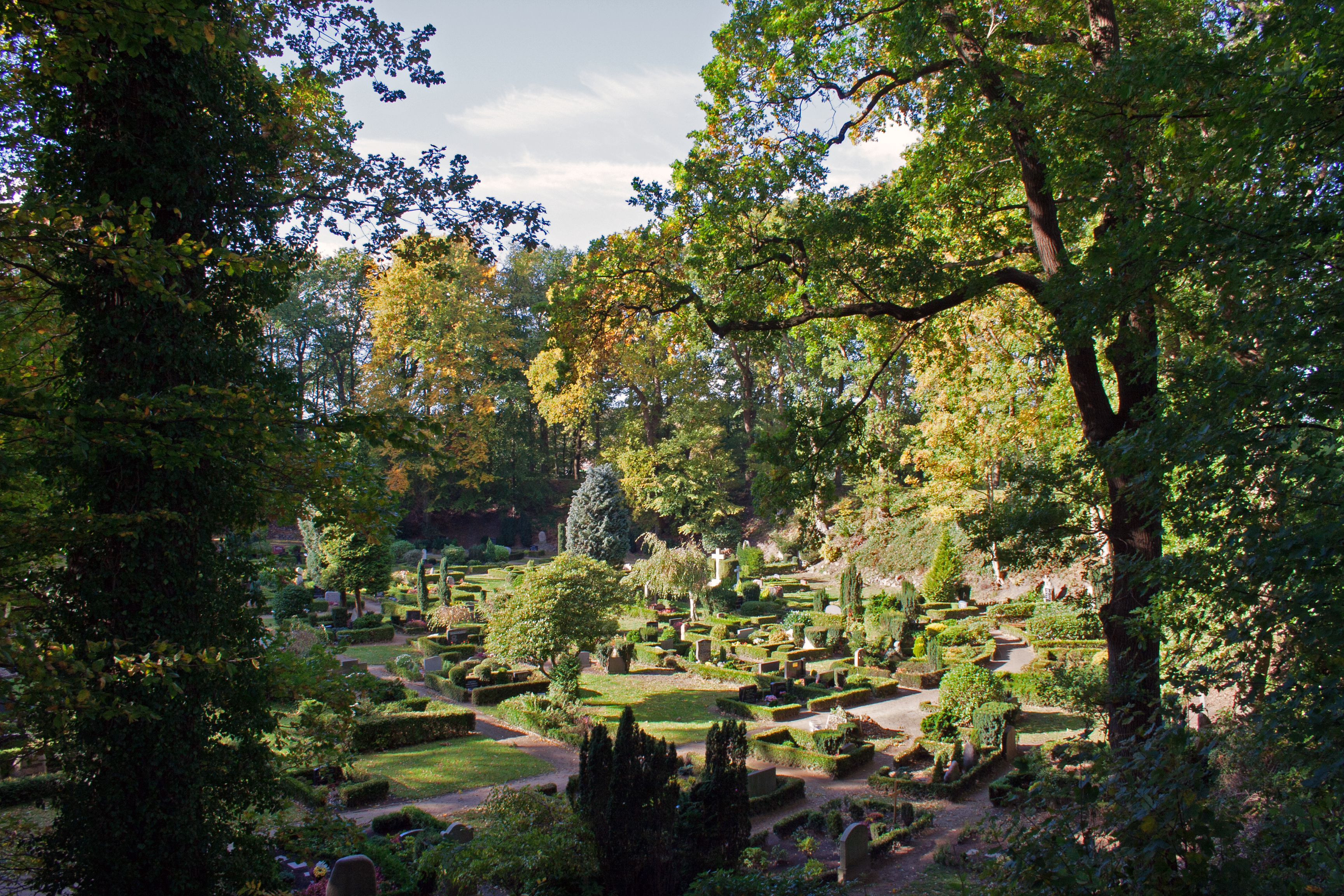
Der Friedhof im Wallinnenraum

Die Wallanlage wurde am Rand der Geest auf einem nach drei Seiten steil abfallenden Geländesporn errichtet, der im Norden und Süden von einer sumpfigen Niederung und Marschland umschlossen war. Er ermöglicht einen weiten Blick über die Wilstermarsch. Am Ort der Burg traf ein Fernweg auf die damals noch schiffbare Burger Au.
Die Bezeichnung Bökelnburg stammt aus dem Niederdeutschen und bedeutet Buchenburg. Die Burganlage war namensgebend für den Ort Burg, in dem sie sich befindet.
Eine archäologische Ausgrabung erfolgte in den Jahren 1947 und 1948. Sie beschränkte sich auf die Friedhofswege, da der Innenraum seit Anfang des 19. Jahrhunderts als Friedhof dient. Anhand der Fundverteilung ließ sich in der Mitte der Wallanlage eine konzentrische Bebauung  erkennen. Aufgrund von keramischem Fundmaterial wird die Nutzungszeit der Bökelnburg in das 9. bis 11. Jahrhundert datiert. Ein Fundstück war eine Scheibenfibel mit roter Email-Einlage und einer Kreuzdarstellung aus dem 9. Jahrhundert.
Eine ähnliche Ringwallanlage ist die Stellerburg bei Weddingstedt.

## Geschichte
Die Burganlage diente den Menschen in Dithmarschen bis ins 11. Jahrhundert zum Schutz gegen Franken, Abodriten und Wikinger. Der historischen Überlieferung nach widerstand die Anlage im Jahr 1028 einer slawischen Belagerung. Jüngere historische Erkenntnisse legen nahe, dass die Udonen bzw. die späteren Stader Grafen im 11. Jahrhundert in Dithmarschen begütert waren, unter anderem mit der Bökelnburg. Um 1100 wird sie als Sitz des Stader Grafen Lothar-Udo III. verstanden.